# 賈拉拉巴德 (吉爾吉斯)
賈拉拉巴德（羅馬化：Jalal-Abad，羅馬化：Dzhalal-Abad）是吉爾吉斯的城鎮，也是賈拉拉巴德州的首府，位於該國西部，距離奧什90公里，毗鄰與烏茲別克接壤的邊境，面積24.6平方公里，海拔高度763米，2009年人口89,004。